# Dagda (Lotyšsko)
Dagda ( výslovnost) je město v Lotyšsku a správní centrum stejnojmenného kraje. V roce 2010 zde žilo 2502 obyvatel.